# -온
-온(영어: -one)은 –C(=O)– 작용기를 포함하는 유기 화합물(케톤)의 이름을 명명하기 위해 유기화학에서 사용하는 접미사이다. 때때로 하이픈 사이에 숫자가 삽입되어 "=O" 원자가 결합된 원자를 나타낸다. 이 접미사는 "아세톤(acetone)"이라는 단어로부터 유래되었다. 모음으로 시작하는 다른 접미사가 뒤에 오는 경우 마지막 "-e"가 생략된다.

## 같이 보기
- -알
- -에이트
- -올
- -오스